# Roskilde Festival 2011
Roskilde Festival 2011 var en festival, som fandt sted i perioden 1.-3. juli med warm-up fra 26. juni.

## Bekræftede kunstnere
Følgende kunstnere spillede på festivalen:
| - 1349 (N) - 4 Guys From the Future (DK) - Acorn Falling (DK) - Daniel Adams-Ray (S) - Afrocubism (INT) - Agent Fresco (ISL) - Alcoholic Faith Mission (DK) - Api Uiz (FR) - Arctic Monkeys (UK) - Ólöf Arnalds (ISL) - Atmosphere (US) - Autopsy (US) - Awesome Tapes From Africa (US) - Bad Religion (US) - Julianna Barwick (US) - Battlekat (DK) - Battles (US) - Be-Being (KOR) - Beatsteaks (DE) - Big Boi (US) - Black Milk (US) - James Blake (UK) - Bottled In England (DK) - Charles Bradley (US) - Bright Eyes (US) - Bring Me the Horizon (UK) - Brothers Grimm (DK) - Karina Buhr (BRA) - Calle 13 (PRI) - Anna Calvi (GB) - Chancha Via Circuto (ARG) - Chase & Status (UK) - Chuckamuck (DE) - Cody (DK) - Congotronics vs. Rockers (INT) - Chris Cunningham (UK) - Curren$y (US) - Dãm Funk (US) - Dark Dark Dark (US) - De Eneste To (DK) - De Høje Hæle (DK) - Deadmau5 (CAN) - Matthew Dear (US) - Desolate (DE) - Destroyer (CAN) - DJ/Rupture (US) - DOP (FR) - Dååth (US) - Justin Townes Earle (US) - The Eclectic Moniker (DK) - Elektro (DK) - Emma Acs (DK) - Essence (DK) | - The Ex (NL) - Eyehategod (US) - Fally Ipupa (CD) - Fastpoholmen (DK) - Foals (UK) - Frente Cumbiero (COL) - Frisk Frugt (DK) - The Gaslamp Killer (US) - Ghost (S) - Gold Panda (UK) - John Grant (US) - Graveyard (S) - Hammonds, Harrington & Destroy (DK) - PJ Harvey (GB) - Honningbarna (N) - How To Dress Well (US) - Hymns from Nineveh (DK) - I Was A King (N) - Iceage (DK) - Ililta Band (ETH) - Iron Maiden (UK) - Nicolas Jaar (US) - Jackdaw With Crowbar (UK) - Jagwar Music (TAN) - Jatoma (DK) - JUJU (UK/GAM) - Kemialliset Ystävät (FIN) - Killing Joke (UK) - Kings of Leon (US) - Kirsten & Marie (DK) - Kitchie Kitche Ki Me O (N) - Kloster (DK) - DJ Koze (DE) - Femi Kuti & Positive Force (NGA) - Seun Anikulapo Kuti & Egypt 80 (NGA) - Kylesa (US) - Little Dragon (S) - Little Marbles (S) - L.O.C. (DK) - Love Shop (DK) - LukeStar (N) - Lykke Li (S) - Magnetic Man (UK) - La Makina Del Karibe (COL) - The Malpractice (DK) - Mastodon (US) - Messy Shelters (DK) - M.I.A. (UK) - Janelle Monáe (US) - Munchi (NL) - My Chemical Romance (US) - Narasirato (SOL) - Next Life (N) - Nive Nielsen & The Deer Children (GRL) | - OFWGKTA (US) - Oh Land (DK) - Oudaden (MAR) - Ivo Papasov & His Wedding Band (BG) - Parkway Drive (AUS) - Per Vers (DK) - Prince Fatty Soundsystem (UK) - Pulled Apart by Horses (UK) - Rango (EGY) - The Raveonettes (DK) - Reptile & Retard (DK) - Tarrus Riley & The Black Soil Band (JAM) - Rob Zombie (US) - Roll The Dice (S) - Gonga Sain & Mithu Sain (PAK) - Johan Sara Jr. (N) - Screaming Females (US) - Selvhenter (DK) - Shangaan Electro (ZA) - Shutka Roma Rap (MKD) - Soilwork (S) - Spids Nøgenhat (DK) - The Strokes (US) - Surfer Blood (UD) - Svarte Greiner (N) - Swans (US) - The Tallest Man On Earth (S) - Tame Impala (AUS) - Terror (US) - This Is Head (S) - Thulebasen (DK) - Timbukti & DAMN! (S) - Tog (N) - Tremor (ARG) - Trust (DK) - Tu Fawning (US) - TV on The Radio (US) - Undergang (DK) - Underøath (US) - Valby Vokalgruppe (DK) - Anibal Velasquez Y Los Locos Del Swing (COL) - VETO (DK) - Kurt Vile & the Violators (US) - The Walkmen (US) - Walls (UK) - Wang Le (CHN) - Weekend (US) - Who Knew (ILS) - WhoMadeWho (DK) - Yelle (FR) - Yemen Blues (ISR) - Zea (NL) - Zun Zun Egui (INT) |